# 세대 (물리학)
입자물리학에서 세대(世代, generation)란 기본 페르미온을 대략 질량에 따라 세 갈래로 묶은 범주다. 세대 간에 서로 대응하는 입자에는 질량을 제외하고는 모든 상호작용이 같은 꼴로 작용한다. 예를 들어, 1세대의 전자와 2세대의 뮤온, 3세대의 타우온은 그 질량을 제외하고는 모든 양자수가 같다.
각 세대는 쿼크 2종 3색, 렙톤 2종, 총 8개의 입자로 이루어진다. 세대의 존재는 표준 모형의 변칙의 상쇄를 위해 필요하다.

## 세대의 수
현재까지 발견된 세대는 총 3세대이다. 표준모형은 입자의 세대 수를 예측하지 않으나, 일부 대통일이론은 새 세대의 존재를 예측한다. 우주론적인 관측 결과에 따르면, 4세대가 존재할 가능성은 희박하다. 새로운 세대가 존재한다면 이에 속하는 매우 가벼운 중성미자가 존재할 텐데, 이러한 입자의 수는 우주론적 관측 결과로 측정할 수 있다. 2013년 현재 가장 최신 데이터인 플랑크 위성의 우주 마이크로파 배경 측정 결과에 따르면, 중성미자의 유효 세대 수는 약 {\displaystyle N_{\text{eff}}=3.30\pm 0.27}이고, 이를 만족시키는, 네 번째 세대를 포함하는 모형을 고안하기 쉽지 않다.

## 세대의 구성
각 세대는 두 가지의 렙톤과 두 가지의 쿼크로 이루어진다. 두 렙톤 중 하나는 단위전하를 띠고, 다른 하나는 전하를 갖지 않는다. (이 중성 입자는 중성미자라 부른다.) 두 쿼크는 각 −1⁄3과 +2⁄3의 전하를 가진다.
|      | 전하 | 1세대         | 2세대         | 3세대         |
| ---- | ---- | ------------- | ------------- | ------------- |
| 쿼크 | +2⁄3 | 위            | 맵시          | 꼭대기        |
| 쿼크 | −1⁄3 | 아래          | 기묘          | 바닥          |
| 렙톤 | −1   | 전자          | 뮤온          | 타우온        |
| 렙톤 | 0    | 전자 중성미자 | 뮤온 중성미자 | 타우 중성미자 |

## 같이 보기
- 대통일 이론
- 고이데 공식